# Willem II Tilburg
Willem II Tilburg é um clube neerlandês de futebol sediado em Tilburgo. A equipa, nomeada em homenagem ao rei Guilherme II, participa na primeira divisão do  Campeonato Holandês e já participou na Liga dos Campeões.

## Títulos
- Campeonato Holandês: 3 vezes (1915/16, 1951/52 e 1954/55).
- Campeonato Holandês - 2ª Divisão: 2 vezes (1957 e 1965).
- Copa dos Países Baixos: 2 vezes (1944 e 1963).